# Violinsonate D-Dur (Hindemith)

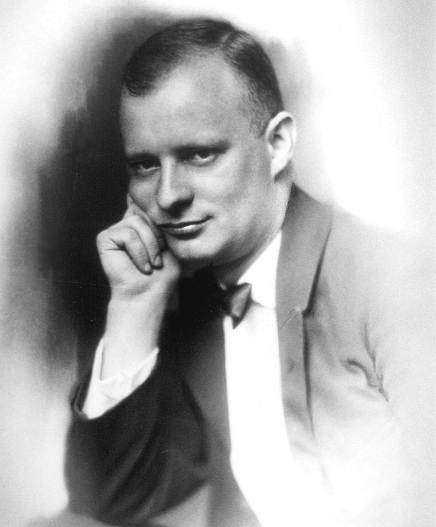
Paul Hindemith (1895–1963) – deutscher Komponist der Moderne

Die Sonate in D für Klavier und Violine op. 11 Nr. 2 ist ein 1918 von Paul Hindemith komponiertes Kammermusikwerk.

## Entstehung
Die Violinsonate entstand am Ende des Ersten Weltkrieges, zwischen September und November 1918. Sie lehnt sich an die Musik der Romantik und des Impressionismus an. Hindemith bezeichnete das Werk ursprünglich als „Sonatine“ und nummerierte es mit Op. 11 Nr. 3. Als Widmungsträger wählte er das kunstinteressierte Frankfurter Ehepaar Abdul (Alfred) Linder und dessen Frau Olly Linder.
Die Musiker Max Strub (Violine) und Eduard Zuckmayer (Klavier), Bruder des Schriftstellers Carl Zuckmayer, übernahmen am 10. April 1920 die Uraufführung des ca. 20-minütigen Stückes in Frankfurt am Main.
Im Jahr 1920 wurde das Stück bei Schott in Mainz verlegt. Die 24-seitige Partitur aus dem Besitz von Alfred Wolf wird im Hindemith-Institut in Frankfurt am Main verwahrt. Das Werk wird seit 1976 im von Peter Cahn herausgegebenen Band V,6 (Streicherkammermusik III) der Hindemith-Gesamtausgabe überliefert.

## Aufbau
1. Lebhaft
2. Ruhig und gemessen
3. Im Zeitmaß und Charakter eines geschwinden Tanzes. Frisch und stets bewegt

## Aufnahmen
- Oscar Shumsky (Violine) und Mario Bernardi (Klavier), Doremi 1965/2014
- Ulf Wallin (Violine) und Roland Pöntinen (Klavier), BIS Records 1995
- Ulf Hoelscher (Violine) und Benedikt Koehlen (Klavier), cpo 1996
- Oleg Kagan (Violine) und Swjatoslaw Richter (Klavier), Live Classics 1996
- Ensemble Villa Musica: Ida Bieler (Violine) und Kalle Randalu (Klavier), MDG 1997
- Gidon Kremer (Violine) und Andrei Gawrilow (Klavier), Olympia 2004
- Tanja Becker-Bender (Violine) und Péter Nagy (Klavier), Hyperion Records 2012
- Jill Lawson (Violine) und Elliot Lawson (Klavier), Brillant Classics 2013/2014
- Roman Mints (Violine) und Alexander Kobrin (Klavier), Quartz Music 2019

## Sonstiges
Die Violinsonate wird auf der Literaturliste der Kategorie „Duo: Klavier und ein Streichinstrument“ von Jugend musiziert geführt.